# Mapa isócrono

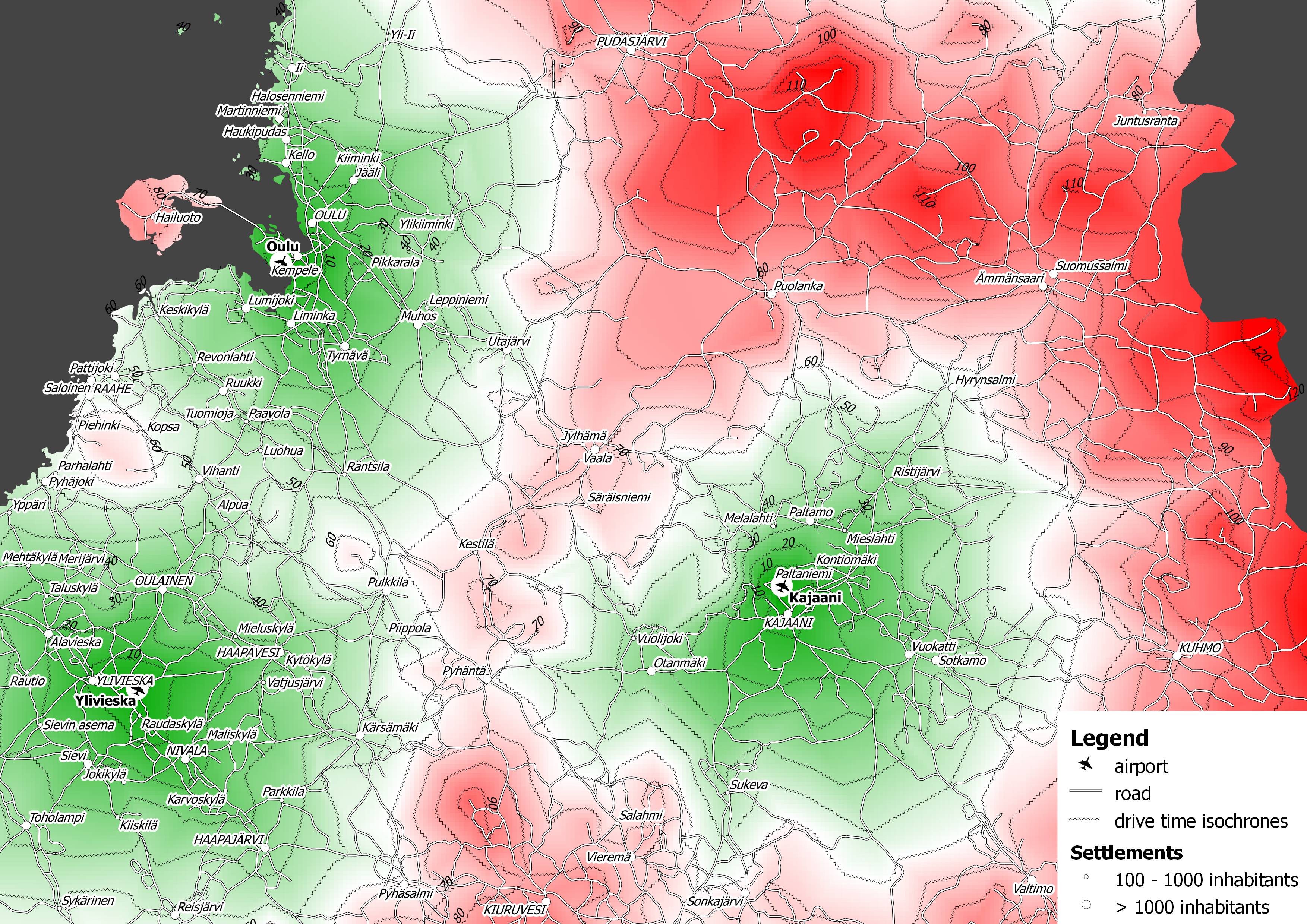
Mapa isócrono mostrando los tiempos de conducción alrededor de los aeropuertos en el norte de Finlandia, creado con el software SIG (2011)

Un Mapa isócrono (plan de isócrono, diagrama isócrono) en ciencia y planificación urbana es un mapa que muestra las áreas relacionadas con isócronos entre diferentes puntos. Una isócrona se define como "una línea dibujada en un mapa los puntos de conexión en que algo ocurre o llega a la misma hora". Por ejemplo, un mapa a veces se llama simplemente una isócrona. En hidrología y planificación de transporte los mapas de isócronas se utilizan comúnmente para describir las áreas de igualdad de tiempo de viaje. El término también se utiliza en cardiología como una herramienta para detectar anomalías visuales mediante la distribución de la superficie corporal.
Los mapas de isócronas se han utilizado en la planificación del transporte desde el año 1972 o antes. Se utilizan comúnmente en el Reino Unido en relación con el control del desarrollo. La tecnología de información en el siglo XXI les ha permitido que se generen de forma dinámica para su uso en sitios web, siendo utilizado por los cazadores inmobiliarios que deseen evaluar las áreas residenciales.

## Uso

### Hidrología
Los mapas de isócronas y afines se utilizan para mostrar el tiempo que tarda el agua de escorrentía en una cuenca de drenaje para llegar a un lago, embalse o toma de corriente, suponiendo que la lluvia es efectiva constante y uniforme. Un ejemplo temprano de este método se demostró por Clark en 1945.

### Planificación del transporte
Basados en el tiempo mapas de viaje se pueden crear para los diferentes modos de transporte, por ejemplo, a pie, en bicicleta, vehículos. Estos mapas para el transporte motorizado privado se utilizaron ampliamente en un estudio de 1972 en la accesibilidad del aeropuerto, en Hampshire, Sudeste de Inglaterra. En ese año todavía su uso no estaba tan difundido a causa del tiempo que suponía la creación de los Isócronos.
Los mapas de isócronas se pueden generar utilizando el API de Google Maps a partir de puntos de partida arbitrarios. La creación de mapas isócronos de la duración de viajes a los aeropuertos de Finlandia ha sido explicada utilizando el Quantum GIS y pgRouting (una extensión de PostGIS).

### Público general
Se han construido sitios web que nos permiten visualizar la duración de diversos viajes y trayectos utilizando las tecnologías de cartografía y datos abiertos. Ejemplos de estos sitios son Mapumental y Mapnificent. que pueden ser utilizados por los cazadores inmobiliarios que deseen evaluar áreas residenciales. Un mapa de isócronas de la red del metro de Londres se puso a disposición en 2007.